# 巴姆古城
29°07′00.68″N 58°22′06.51″E / 29.1168556°N 58.3684750°E
巴姆古城（波斯語：ارگ بم），又名巴姆城堡，是全球最大的土坯建筑群，其遺址位於伊朗東南部克爾曼省的巴姆郡。它是聯合國教育、科學及文化組織公佈的世界遺產名錄中巴姆及其文化景观中的一部份。這個坐落在絲綢之路上的巨大城堡大約興建於公元前500年，并一直使用到1850年。目前歷史學界對這座城堡被廢棄的原因尚沒有確定的結論。
整個巴姆古城其實是一個巨大的要塞城市，但由於其核心部份是看上去像一個城堡且這個部份又最為出名，因此巴姆古城也被叫做巴姆城堡。

2003年12月26日，巴姆城堡連同古城其他的大部份建築在巴姆大地震中被完全摧毀。地震發生數天後，時任伊朗總統穆罕默德·哈塔米宣佈將重建城堡部份。

## 规模
巴姆古城比附近的瑞巖城堡更大，其占地面積大約有0.18平方公里。同時，巴姆古城還被高6-7公尺，長達1815公尺的巨大城牆所包圍。
古城內擁有兩座理智塔（stay-awake tower），這些理智塔在巴姆郡非常有名，大約有67座這樣的塔散落在巴姆郡境內。

## 设计和建筑风格
巴姆古城的規劃和建築風格巧妙地融合了各種不同的觀點。從現存的城堡古跡來看，人們完全從城堡第一個建築開始就預見到整座城堡的最後形式。在每個歷史年代，舊的建築形式風格均已固定，而新建築則天衣無縫地與舊建築融合在一起。
巴姆古城位於這個要塞城市的最中心，這是普遍認為比较安全的地方。
巴姆古城有兩種截然不同的建築風格：
1. 城堡的核心地帶建設了兵營、手工作坊、水井（大約需要深挖到地下40公尺深）和一個可以容納200匹馬的馬廄。
2. 城堡的週邊地帶則按照南北中軸線修建了市場、400多所房屋和其他公共設施（如學校和運動場）。

這些房屋也有三種不同的大小樣式：
1. 較小的房屋只擁有2-3個房間，主要是給貧窮的市民居住；
2. 較大的房屋擁有3-4個房間，主要是提供給中產階級居住，少數這樣的房間甚至還擁有陽臺；
3. 最豪華的房屋擁有更多的房間并面向不同的方向，以方便在一年四季居住在不同的房間里。這些房屋還擁有一個很大的庭院和一個飼養家禽動物的圈欄。當然，這些房子在巴姆古城裡的數量非常少。

巴姆古城的所有建築都是採用非燒製的粘土磚，因此巴姆古城在2003年之前一直是全球最大的土坯建築群。

## 安全性
當城堡大門完全關閉的時候，沒有任何人能進出這裡。城市內部擁有食物儲備的倉庫，因此即便要塞城市被圍困也不會有太大的問題。守護城堡的士兵可以利用高高的城牆和塔樓對進犯的敵人予以反擊。

## 空气调节
巴姆古城的天际线除了那些瞭望塔和有花纹装饰的高墙之外，那些从城堡上凸出来的扑风塔（波斯语badgir بادگير）同样令人印象深刻。它们是城堡上凸出来的结构，是用来扑捉风并将其直接引入城堡的。有时候风会通过城堡中的水池来降低城堡中的温度并带走灰尘。不同种类的建筑使用不同种类的扑风塔。例如：大型的重要建筑有四个朝向的扑风塔，能扑捉来自不同方向的风。而小型建筑的扑风塔只有一个朝向。

## 2003年的地震
2003年12月26日伊朗巴姆郡发生里氏规模6.3级地震，在这次地震中，巴姆古城超过80%的建筑被摧毁。
地震发生後，许多国家都参与到巴姆古城的重建工作中来。日本、意大利和法国是最早参与古城重建计划的三个国家：日本向伊朗捐献了130万美金和相关设备；意大利则提供了30万美金的援助，并派遣专家组前往修复；而法国则提供了巴姆古城的地图。同时，世界银行也为该重建计划提供了一大笔资金。

## 其他資料
原文为《Bam-Citadelo》的英文译本，原文语言为世界语，原作者为Asad Mahbub，最早发布于《伊朗世界语者》(Irana Esperantisto), No. 4, Year 2, Summer 2003, 40 p., pp.5-7. 已经获得在维基百科中使用其内容的许可。来源为：
- Nimrokhi az Arge Bam (Bam Citadel at a Glance), by Davood Yousofzadeh, Bam: M. Mohammadi-zade, 1998, p160